# Mahalo from Elvis
Mahalo From Elvis es un álbum compilado del cantante Elvis Presley, editado póstumamente en 1978. En 2011 fue certificado como disco de oro por la RIAA. 

## Contenido
El lado uno consiste en 5 temas no editados, previamente grabados en Honolulu en el 14 de enero de 1973 para ser incluidos en la versión de USA del concierto en vivo Aloha from Hawaii (esos tracks fueron, en efecto, grabados después de que la audiencia dejara el edificio, cuando el concierto había finalizado, por lo tanto no son considerados como grabaciones en vivo). La grabación de No More, de todas maneras. no fue utilizada en el especial. Todas las grabaciones del lado B fueron previamente grabaciones editadas originales de varias canciones de Elvis de películas de los 60s como "Double Trouble", "It happened at the World's fair" y "Harum Scarum".
Mahalo from Elvis fue certificado oro el 9/15/2011 por la RIAA. El álbum fue ensamblado por Pickwick Records bajo acuerdo con RCA Records,quien arrendó a Pickwich los derechos de reeditar ciertos números de Elvis previamente editadas en RCA Camden.

## Lista de canciones
- "Blue Hawaii" (Ralph Rainger, Leo Robin)
- "Early morning rain" (Gordon Lightfoot)
- "Hawaiian wedding song" (Al Hoffman, Dick Manning)
- "Ku-U-I-Po" (George David Weiss, Hugo Peretti, Luigi Creatore)
- "No more" ("La Paloma") (Hal Blair, Don Robertson, Sebastián Iradier)
- "Relax" (del álbum "It happened at the World's fair" - "Sucedió en la feria mundial")
- "Baby if you'll give me all of your love" (del álbum "Double trouble" - "Doble problema")
- "One broken heat for sale" (del álbum "It happened at the World's fair" - "Sucedió en la feria mundial")
- "So Close, And Yet So Far (From Paradise)" (del álbum "Harum Scarum")
- "Happy Ending" (del álbum "It happened at the World's fair" - "Sucedió en la feria mundial")[3]

Las versiones de los temas "Blue Hawaii", "Ku-U-I-Po" y "Hawaiian wedding song" grabadas por Elvis en 1973, también fueron incluidas en el álbum "Alternate Aloha" editado en 1995.

## En la cultura popular
En el idioma hawaiiano la palabra "mahalo" significa "gracias" o una expresión de agradecimiento por lo cual el título del álbum podría traducirse como "Gracias de parte de Elvis" o "Un agradecimiento de Elvis". 
En la imagen de la portada del álbum puede verse un primer plano de Elvis cantando, ataviado con un jumpsuit característico de la década de 1970 en color blanco ataviado con tachas, conocido popularmente como "The Spectrum"  el cual fue vestido por Elvis en Filadelfia el 8 de noviembre de 1971. Posteriormente algunas tachas fueron agregadas al traje para cuando volvió a usarlo al año siguiente en 1972 y pasó a llamárselo "Snowflake Spectrum" o "Nailhead Spectrum". 